# Herman Brood

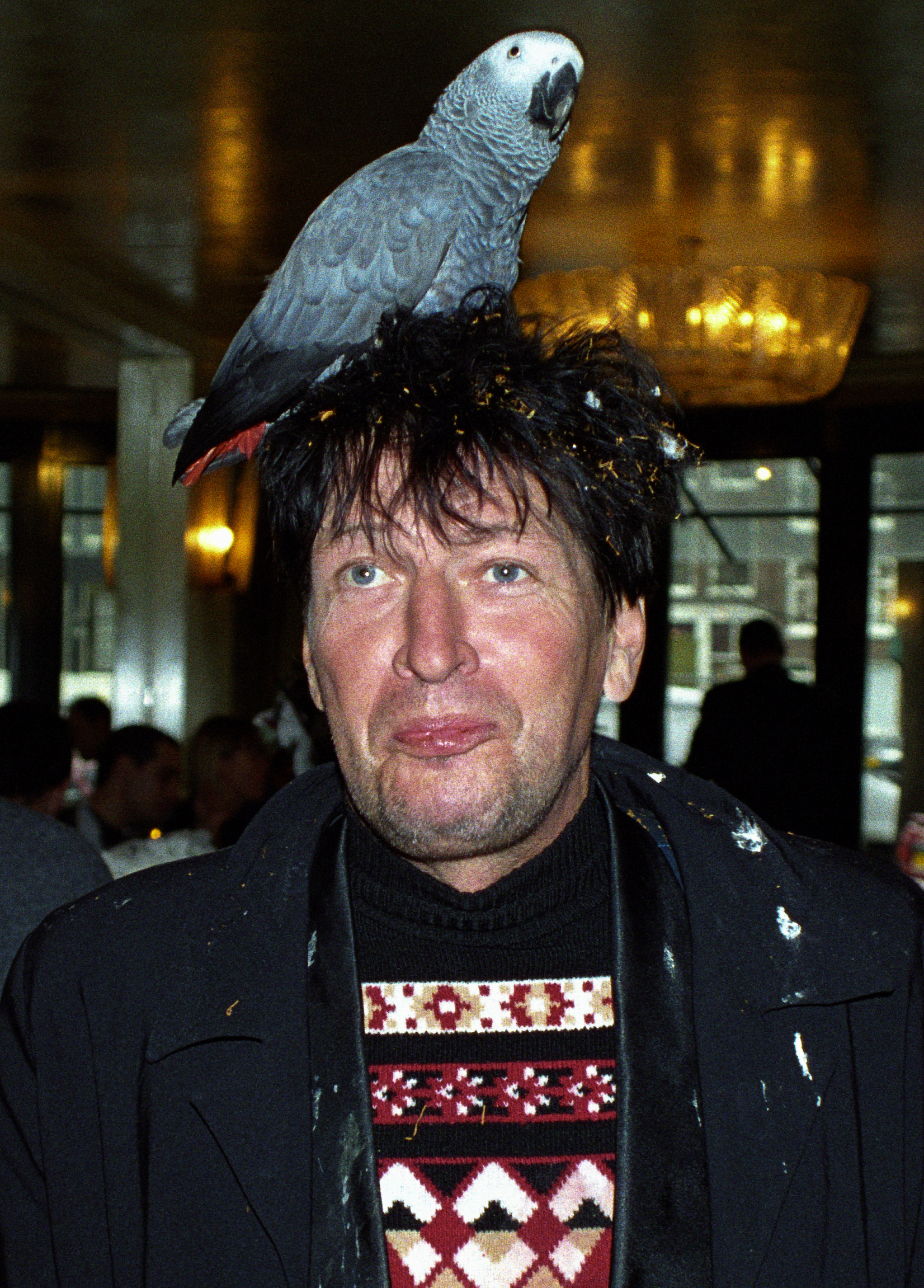
Herman Brood (2000)

Hermanus (Herman) Brood (* 5. November 1946 in Zwolle; † 11. Juli 2001 in Amsterdam) war ein niederländischer Blues- und Rockmusiker, Maler, Schauspieler und Lyriker.

## Leben
Brood bekam seinen ersten Klavierunterricht 1959 und mit siebzehn Jahren spielte er bei der Gruppe The Moans. Im selben Jahr, 1964, besuchte er für einige Monate die Akademie für Bildende Künste in Arnheim. Danach spielte er noch bei Inspirational Blues Combination, bevor er in den Jahren 1967 bis 1969 und 1974 Pianist in der niederländischen Bluesband Cuby and the Blizzards war, die 1964 von Harry Muskee (Cuby) in Assen (Provinz Drenthe) gegründet wurde. 1974 löste sich die Band auf. Als Pianist begleitete Brood Eddie Boyd, Van Morrison und John Mayall. Für eine kurze Zeit trat er mit der Musikgruppe STUD auf und spielte mit Jan Akkerman unter dem Namen Flash & Dance Band sowie mit der Gruppe Vitesse, die er 1975 verließ.

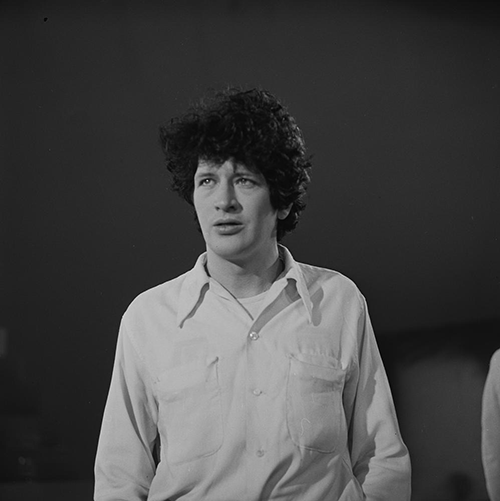
Herman Brood (1979)

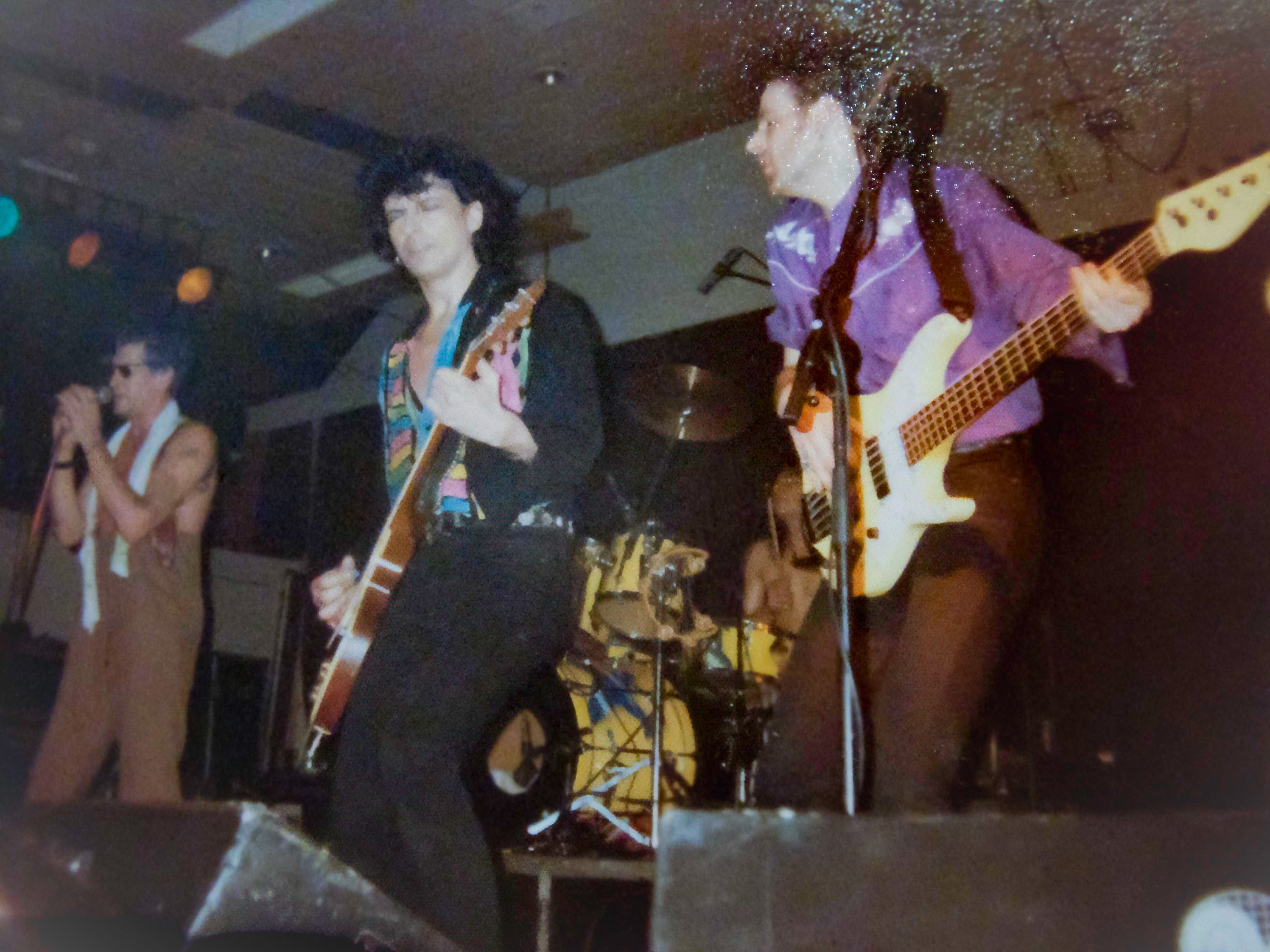
Herman Brood (1997)

1976 gründete er seine Band Herman Brood & His Wild Romance, mit der er einige Hitsingles hatte, Saturday Night und Still Believe, die ihn über seine Heimat hinaus auch in Frankreich und Deutschland bekannt machten. Mit den Alben Street (1977) und Shpritsz (1978) stellten sich die ersten Erfolge ein. In dem Film Cha Cha (1979) agierte er mit Lene Lovich und Nina Hagen, mit der er eng befreundet war. 20 Jahre später trat er in der deutschsprachigen Dokumentation Nina Hagen = Punk + Glory unter der Regie von Peter Sempel auf. 1979 machte Brood eine Tournee in die USA, wo Saturday Night eine Chartplatzierung erreichte, doch der Erfolg hielt nicht lange an. Sein 1979 in den USA herausgekommenes Album Go Nutz hatte kaum Resonanz, auch nicht in den Niederlanden. Der Song Saturday Night wurde sein erster großer Hit. Weitere waren Never Be Clever sowie I Love You Like I Love myself. 1984 kam er mit seinem bemerkenswerten Album The Brood heraus.
Herman Broods Konzerte waren oft lange zwei- bis dreistündige Auftritte, bei denen er sich total verausgabte. Er überzeugte insbesondere in kleinen Clubs, wo er seinen erdigen, bodenständigen Bluesrock präsentierte. Neben eigenen Songs spielte er mit seiner Band auch immer wieder Coverversionen anderer Interpreten wie Iggy Pop sowie insbesondere von Interpreten aus den Fünfziger- und Sechzigerjahren, wie Eddie Cochran, Chuck Berry, die er auf seinem Album Hooks neu interpretierte. Umgekehrt wurde Herman Brood insbesondere nach seinem Tod von verschiedenen Interpreten gecovert oder neu interpretiert, die ihn erst posthum entdeckt hatten, so z. B. von Black Francis, dem Gründer der Pixies oder Bono (U2).
Zwei Jahre später trat er in der Theatervorstellung Kamikaze in den Niederlanden auf und in Deutschland in dem Film Stadtrand von Volker Führer. 1985 heiratete er und wurde Vater von zwei Töchtern („Popinstituut“, Niederlande). In den 1980er und 1990er Jahren machte Brood hauptsächlich als Maler, Zeichner und Autor von sich reden, wenngleich er weiterhin regelmäßige Konzerte gab. Ende der 1980er Jahre nahm Brood zusammen mit dem Saxophonisten der E Street Band, Clarence Clemons das Album Freeze auf. Da der erwartete Erfolg ausblieb, zog er sich von der Musik zurück und widmete sich der Malerei. Anfang 1999 wurde er wegen verbotenen Waffenbesitzes verhaftet. Mit verschiedenen Musikern nahm er seine neue CD Back on the Corner in den Wisseloord Studios auf, außerdem Songs von seinen Vorbildern Duke Ellington und Cole Porter.
Brood war lange Jahre alkohol- und drogenabhängig, was sich auch in seinen Songs (Dope Sucks, Rock ’n’ Roll Junkie) widerspiegelte. Seine Bilder malte er in grellen Farben in der Tradition der Kunstgalerie Cobra Museum in Amstelveen. Er hinterließ über 5000 Bilder, die er zwischen 1985 und 2001 gemalt hatte. In seinem Tagebuch beschreibt er in „schnellem Tempo“ sein Leben, wie die Titel einiger Essays widerspiegeln, Leven als een Lavastroom („Leben wie ein Lavastrom“), Schilderen als een Straaljager („Malen wie ein Düsenjäger“). Der Herausgeber des Tagebuches, Jan Donia, nennt Herman Brood eine „Legende seiner Zeit“. Ende 2001 wurde bei Madame Tussaud eine Wachsfigur von ihm angefertigt und auf Broods ausdrücklichen Wunsch neben der Figur von Elvis Presley aufgestellt.

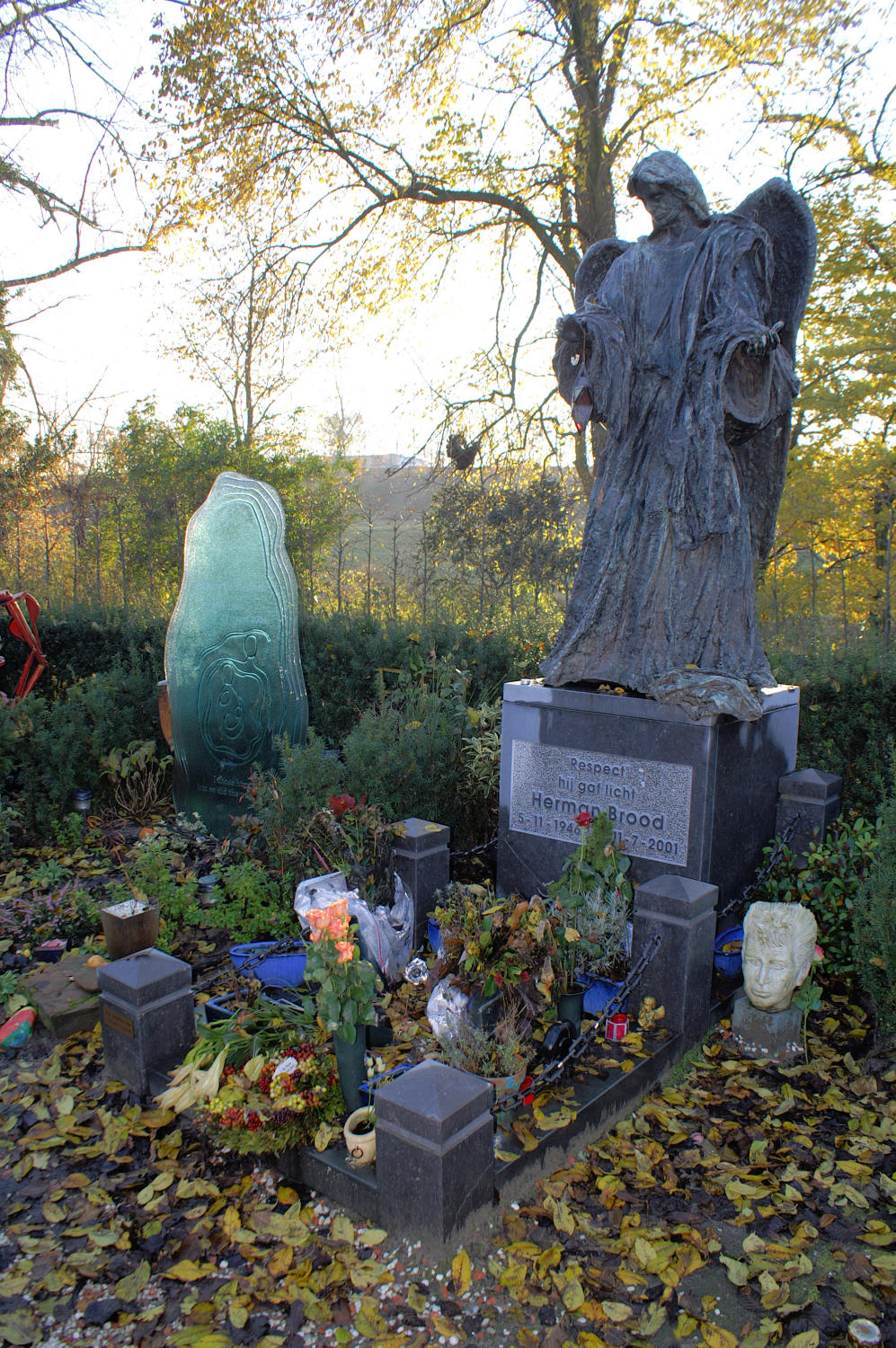
Herman Broods Grabstätte

Am 11. Juli 2001 nahm sich Brood das Leben, indem er vom Dach des Amsterdamer Hilton-Hotels sprang. In seinem Abschiedsbrief stand, dass ihm ein Leben ohne Drogen nicht lebenswert erscheine. Wörtlich war zu lesen: „I don’t feel like it anymore. Maybe I’ll see you around.“ Wenige Monate vor seinem Suizid, kurz nach den Aufnahmen zu seiner letzten CD Ciao Monkey, hatte sich Brood einer letzten Entgiftung unterzogen, die notwendig wurde, weil der jahrelange Drogenkonsum seinen Körper irreparabel geschädigt hatte. Broods Version von Frank Sinatras My Way wurde auf seinem Begräbnis gespielt, als Single herausgebracht und einige Wochen später stand der Song auf Platz 1 der niederländischen Top 40. Die Filmdokumentation Rock ’n Roll Junkie von Jan Eilander über das bewegte Leben von Herman Brood kam erneut in die Kinos. Im Amsterdamer Rocktempel Paradiso wurde 2001 ein Tribute to Hermann Brood gehalten, bei dem Nina Hagen auftrat.
Sieben Jahre nach seinem Ableben wurde 2008 ein noch unbekanntes Lied von ihm herausgebracht, das er mit dem Rapper MC Drama 1998 geschrieben hatte: Papa komt vanavond niet thuis („Papa kommt heute Abend nicht nach Hause“). Am 5. November 2006 kam der Film Wild Romance in die Kinos, er beschreibt die ersten fünf Jahre von Herman Brood als Musiker. Das Atelier von Brood am Spui in Amsterdam wurde im April 2008 geschlossen. Auf dem Musikfestival Nederpop wählte das Publikum im Jahr 2009 den Suizid Brood als das bedeutendste Ereignis in der Geschichte von Nederpop.

## Diskografie

### Alben
| Jahr                                | Titel              | Höchstplatzierung, Gesamtwochen, AuszeichnungChartsChartplatzierungen (Jahr, Titel, Platzierungen, Wochen, Auszeichnungen, Anmerkungen) | Anmerkungen                                                               |
| Jahr                                | Titel              | NL | Anmerkungen                                                               |
| ----------------------------------- | ------------------ | --- | ------------------------------------------------------------------------- |
| als Herman Brood & His Wild Romance |                    | |                                                                           |
|                                     |                    | |                                                                           |
| 1978                                | Shpritsz           | NL6 Platin · (44 Wo.)NL |                                                                           |
| 1978                                | Cha Cha            | NL2 Platin · (27 Wo.)NL |                                                                           |
| 1979                                | Go Nutz            | NL4 (12 Wo.)NL |                                                                           |
| 1984                                | The Brood          | NL13 (14 Wo.)NL |                                                                           |
| 1988                                | Yada Yada          | NL12 (13 Wo.)NL |                                                                           |
| 1989                                | Hooks              | NL43 (7 Wo.)NL |                                                                           |
| 1990                                | Freeze             | NL79 (4 Wo.)NL |                                                                           |
| als Herman Brood                    |                    | |                                                                           |
|                                     |                    | |                                                                           |
| 1979                                | Cha Cha O.S.T.     | NL28 (5 Wo.)NL | mit Nina Hagen & Lene Lovich                                              |
| 1980                                | Wait a Minute...   | NL30 (2 Wo.)NL |                                                                           |
| 1994                                | Fresh Poison       | NL48 (6 Wo.)NL |                                                                           |
| 1996                                | 50 The Soundtrack  | NL9 Gold · (16 Wo.)NL | Tributealbum anlässlich Broods 50. Geburtstag, Duette mit diversen Gästen |
| 1999                                | Back On The Corner | NL5 Gold · (29 Wo.)NL | mit Jan Menu                                                              |
| 2000                                | Ciao Monkey        | NL36 (8 Wo.)NL |                                                                           |
| 2006                                | Final              | NL51 (5 Wo.)NL |                                                                           |

Weitere Alben

Herman Brood & His Wild Romance
- 1977: Street
- 1981: Modern Times Revive
- 1982: Frisz & Sympatisz

### Livealben
| Jahr                                | Titel                | Höchstplatzierung, Gesamtwochen, AuszeichnungChartsChartplatzierungen (Jahr, Titel, Platzierungen, Wochen, Auszeichnungen, Anmerkungen) | Anmerkungen |
| Jahr                                | Titel                | NL | Anmerkungen |
| ----------------------------------- | -------------------- | --- | ----------- |
| als Herman Brood & His Wild Romance |                      | |             |
|                                     |                      | |             |
| 1992                                | Saturday Night Live! | NL40 (7 Wo.)NL |             |
| als Herman Brood                    |                      | |             |
|                                     |                      | |             |
| 1985                                | Bühnensucht          | NL30 (3 Wo.)NL |             |

### Kompilationen
| Jahr                                | Titel                    | Höchstplatzierung, Gesamtwochen, AuszeichnungChartsChartplatzierungen (Jahr, Titel, Platzierungen, Wochen, Auszeichnungen, Anmerkungen) | Anmerkungen |
| Jahr                                | Titel                    | NL | Anmerkungen |
| ----------------------------------- | ------------------------ | --- | ----------- |
| als Herman Brood & His Wild Romance |                          | |             |
|                                     |                          | |             |
| 1992                                | Saturday Night 1975–1984 | NL54 (6 Wo.)NL |             |
| als Herman Brood                    |                          | |             |
|                                     |                          | |             |
| 1997                                | 20 Years Of Rock’n’Roll  | NL5 (21 Wo.)NL |             |
| 2001                                | My Way – The Hits        | NL5 Gold · (57 Wo.)NL |             |

### Singles
| Jahr                                | Titel Album                           | Höchstplatzierung, Gesamtwochen, AuszeichnungChartplatzierungen (Jahr, Titel, Album, Platzierungen, Wochen, Auszeichnungen, Anmerkungen) | Höchstplatzierung, Gesamtwochen, AuszeichnungChartplatzierungen (Jahr, Titel, Album, Platzierungen, Wochen, Auszeichnungen, Anmerkungen) | Anmerkungen          |
| Jahr                                | Titel Album                           | NL | BEF | Anmerkungen          |
| ----------------------------------- | ------------------------------------- | --- | --- | -------------------- |
| als Herman Brood & His Wild Romance |                                       | | |                      |
|                                     |                                       | | |                      |
| 1978                                | Saturday Night Shpritsz               | NL23 (6 Wo.)NL | BEF20 (2 Wo.)BEF |                      |
| 1978                                | Still Believe Cha Cha                 | NL30 (6 Wo.)NL | — |                      |
| 1979                                | Never Be Clever –                     | NL9 (9 Wo.)NL | — |                      |
| 1979                                | I Love You Like I Love Myself Go Nutz | NL13 (6 Wo.)NL | — |                      |
| 1980                                | Hot Shot Go Nutz                      | NL11 (7 Wo.)NL | BEF15 (6 Wo.)BEF |                      |
| 1980                                | I Don’t Need You Go Nutz              | NL33 (3 Wo.)NL | — |                      |
| 1984                                | Tattoo Song The Brood                 | NL23 (5 Wo.)NL | — |                      |
| 1988                                | Sleepin Bird Yada Yada                | NL27 (4 Wo.)NL | — |                      |
| als Herman Brood                    |                                       | | |                      |
|                                     |                                       | | |                      |
| 1980                                | Hot Shot –                            | NL10 (6 Wo.)NL | — | mit Henny Vrienten   |
| 1984                                | Als je wint –                         | — | BEF22 (4 Wo.)BEF | mit Henny Vrienten   |
| 1996                                | 50 Jaar –                             | NL33 (3 Wo.)NL | — | mit Henny Vrienten   |
| 2001                                | My Way –                              | NL1 (10 Wo.)NL | — |                      |
| 2006                                | Saturday Night –                      | NL35 (4 Wo.)NL | — | vs. Armin van Buuren |
| als De Breedbekkikkers              |                                       | | |                      |
|                                     |                                       | | |                      |
| 1979                                | Maak Van Uw Scheet Een Donderslag! –  | NL17 (7 Wo.)NL | — |                      |

## Ausstellungen
- 2002: Das Cobra Museum in Amstelveen öffnete die erste Ausstellung über Broods Malerereien sowie Fotos aus der Zeit von 1985 bis 2001.[12]
- 2005: Im Dezember wurde in Wageningen das Herman Brood-Museum gegründet. Das Museum besitzt die größte Sammlung von Malereien, Zeichnungen, und Siebdrucken.
- 2006: Am 16. Mai wurde in der Öffentlichen Bibliothek in Amsterdam von Bart Chabot und Jules Deelder der Herman Brood-Versammlungssaal geöffnet. Im September startete in Utrecht die Herman Brood Academie, es ist die erste Musikantenausbildung für Anfänger. Am 5. November gab es in der rock art galerie in Hoek van Holland eine Darstellung seines Wirkens als Musikant und Maler unter dem Titel Brood’s leven. Vom 5. November 2006 bis zum 28. Januar 2007 fand die Ausstellung Cha Cha, Fenomeen Herman Brood (Cha Cha, Phänomen Herman Brood) im Groninger Museum statt. Sie konzentrierte sich auf das Atelier von Brood, wo er seine Malereien anfertigte, Texte schrieb und Musik komponierte.
- 2017: Eröffnung des Herman Brood Museums in seiner Heimatstadt Zwolle.

## Filme
- Cha Cha, Spielfilm, Niederlande 1979. Regie Herbert Curiel
- Stadtrand, Spielfilm, Deutschland 1988. Regie Volker Führer
- Total Love, Film. Israel 2000
- Rock 'N Roll Junkie, Dokumentation über Herman Brood
- Wild Romance, über die ersten fünf Jahre von H. Brood, 2006
- Herman Brood Uncut, Unbekanntes Filmmaterial aus dem Leben von H. Brood, 2006

## Werke
- liebes blutbad, Revonnah Verlag, Hannover, ISBN 3-927715-23-9.
- Lief Bloedbad, Tagebuch von H. Brood, herausgegeben von Jan Donia. Verlag De Buurvrouw, 1994, ISBN 90-75207-01-8.
- Woedend licht, Verlag Coach Art, Amsterdam 2000.